# Phylloscopus cebuensis
Phylloscopus cebuensis é uma espécie de ave da família Phylloscopidae.
Apenas pode ser encontrada: Filipinas.